# MyRocks
MyRocks是在Facebook开发的开源软件，目的是将MySQL的功能与RocksDB的实现结合起来。它是基于Oracle MySQL 5.6的。
从10.2.5版本开始，MariaDB将MyRocks作为一个alpha阶段的存储引擎。  MariaDB 10.3.7把MyRocks作为一个存储引擎。 MyRocks也支持Percona服务器。
该库由Facebook数据库工程团队维护。

## 特性
RocksDB针对快速、低延迟的存储进行了优化，而MyRocks则旨在保持存储的高效性。
MyRock的效率集中在更高的空间效率、写入效率和读取效率上。
- 更高的空间效率意味着使用更少的SSD存储。
- 更高的写入效率意味着SSD用得更久。
- 更高的读取效率来自于有更多可用IO容量可以用来处理查询。

## 基准测试
针对3个不同实例的基准测试--MyRocks（压缩）、InnoDB（未压缩）和InnoDB（压缩，8KB页面大小），发现：
- MyRocks比InnoDB（压缩）小2倍，比InnoDB（未压缩）小3.5倍。
- 与InnoDB相比，MyRocks的存储写入率也降低了10倍。

有了SSD数据库存储，随着时间的推移，使用的空间更少，存储的耐用性更高。

## 支持的平台
官方支持的平台子集是：
- CentOS 6.8
- CentOS 7.2.x

用于验证构建的编译器工具集：
- gcc 4.8.1
- gcc 4.9.0
- gcc 5.4.0
- gcc 6.1.0
- Clang 3.9.0

尽最大努力支持以下操作系统：
- Ubuntu 14.04.4 LTS
- Ubuntu 15.10
- Ubuntu 16.04 LTS